# Sursumura spinosissima
Sursumura spinosissima is een pissebed uit de familie Munnopsidae. De wetenschappelijke naam van de soort is voor het eerst geldig gepubliceerd in 2002 door Brandt.